# Per-Axel Janzon
Per-Axel Janzon, född 1952, är en svensk journalist som arbetade på, och producerade för, Utbildningsradion (UR). Han har även arbetat som frilansjournalist.
Janzons inslag, reportage och program har bland annat sänts i P1 Pengar,
P1 Kultur,
OBS,
Studio Ett, Vetenskapsradion Historia, och Tendens.
Janzon kritiserade Utbildningsradions arbete med normkritik och ville själv göra ett normkritiskt reportage om normkritik. Men han fick efter en uppgörelse med sin arbetsgivare lämna Utbildningsradion vid 64 års ålder och efter nio år som reporter där.
Janzon har därefter arbetat som frilansjournalist och publicerat artiklar på Kvartal.

## Produktioner
- School of Human Rights (2008)[11]
- Programserien Feminist och troende (två avsnitt) i Tendens
  - "Kvinnan bakom gardinen" (2013)[12]
  - "Jag vill ha en kvinnlig imam" (2013)[13]

## Priser och utmärkelser
Janzons program "Jag vill ha en kvinnlig imam" nominerades till New York Festivals World's Best Radio Programs i kategorin för program som handlar om religion.